# Akademia Muzyczna w Baku
Akademia Muzyczna w Baku (az. Bakı Musiqi Akademiyası) – uczelnia muzyczna w Baku w Azerbejdżanie, założona w 1920 roku. Wcześniej nosiła nazwę Konserwatorium Muzycznego w Baku (Hacıbəyov adına Bakı Musiqi Akademiyası), a także Bakijska Akademia Muzyczna Hacıbəyova.

## Historia
Ludowe Konserwatorium, bezpośredni poprzednik Konserwatorium Muzycznego w Baku, został otwarty zgodnie z decyzją Komisariatu Ludowego ds. Edukacji z dnia 25 maja 1920 roku. Ludowe Konserwatorium miało na celu popularyzację sztuk muzycznych wśród ludności pracującej. Początkowo na uczelni studiowało tysiąc studentów. Üzeyir Hacıbəyov, założyciel Konserwatorium, stał się jednym z pierwszych instruktorów na uczelni. W 1920 roku założył Wydział Muzyki Orientalnej, gdzie azerski folklor przekazywany był tradycyjnie (oralnie), oraz przy użyciu europejskich metod, tj. za pomocą notatek. Wraz z kompozytorem Muslimem Magomajewem, opracował podręcznik azerskich pieśni ludowych, opublikowanych w 1927 roku. W 1939 Hacıbəyov został dyrektorem Konserwatorium. W 1991 zmieniono nazwę Konserwatorium na Bakijska Akademia Muzyczna Hacıbəyova.

## Znani absolwenci
- Fikrət Əmirov,
- Qara Qarayev,
- Vaqif Mustafazadə,
- Muslim Magomajew,
- Władimir Szainski,
- Aisel.